# Еміль Коль
Еміль Коль (фр. Émile Cohl, ім'я при народженні — Еміль Ежен Жан Луї Курте (фр. Émile Eugène Jean Louis Courtet); 4 січня 1857 — 20 січня 1938) — французький художник-мультиплікатор, кінорежисер, сценарист, оператор, художник. Увійшов до історії кінематографу та мультиплікації як творець графічної анімації.

## Життєпис
Повна фільмографія включає понад триста фільмів, але більша частина з них нині безповоротно втрачено.
Працюючи в стилі свого вчителя, став досить відомим карикатуристом. Співпрацював із журналами La Nouvelle Lune (Новий місяць) та Homines d'aujourd-hui (Сучасники). Тоді ж працював фотографом.
Після 1900 співпрацює з гумористичними журналами та альманахами, наприклад журнал «Чорна кішка» (фр. Chat noir), де малює серії комічних пригод мальованого персонажа, близького до традицій лубка та коміксів. У одній із таких серій зобразив робітників, які просвердлюють підлогу гігантським свердликом.
Коли сценаристи «Гомона» використали його ідею, Коль вирушив зі скаргою до Леона Гомона, і той найняв його сценаристом. Режисерську діяльність почав зі знімання трюкових фільмів на натурі (жанр, у якому працював Фейяд). Уже в березні 1908 року досяг успіху, поставивши фільм La course aux potirons (Гонитва за гарбузами).
Того ж, 1908 року, покадрово знімаючи малюнки, вперше у світі створює графічний мультфільм Фантасмагорія, а два його важливих відкриття — окремий малюнок кожної фази руху і знімання камерою, закріпленою вертикально, і сьогодні залишаються основними принципами роботи в мальованій мультиплікації.
Перший показ анімаційних фільмів відбувся 17 серпня 1908 року, на екрані театру «Жимназ» у Парижі. Це був фільм «Фантасмагорія» з головним персонажем Фантошем. «Фантош» (від фр. fantoche, яке, своєю чергою, походить від італ. fantoccio) — лялька, маріонетка) — перший постійний персонаж Еміля Коля.

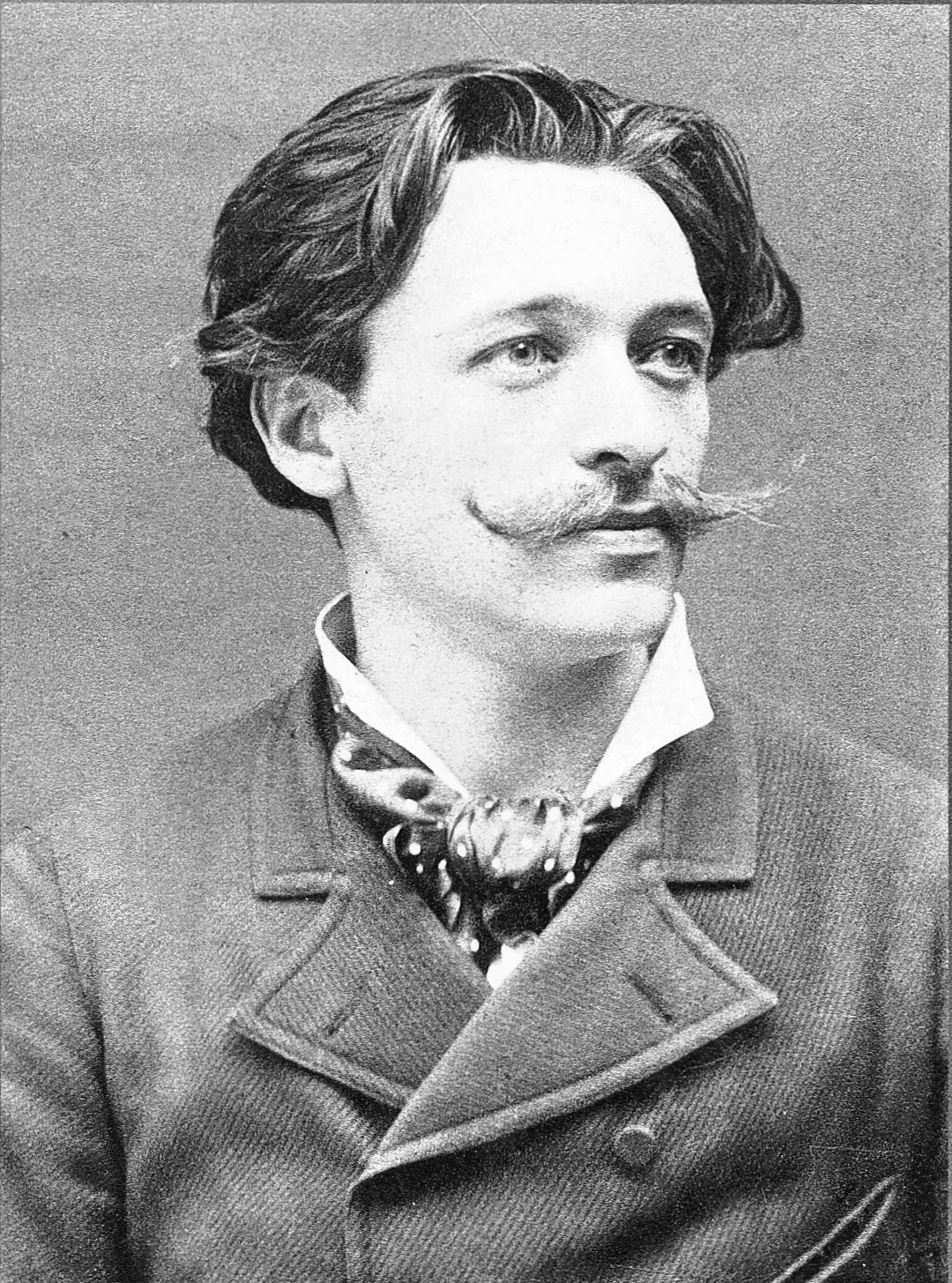
Еміль Коль 1885 року

Свої картини Коль малював сам — кадр за кадром, а стрічка завдовжки лише 36 метрів містила 2000 кадрів. Еміль Коль також першим застосував засіб оживлення речей: «Живі сірники» (Les Allumettes animées; тема, до якої повертався кілька разів), «Жива газета», «Малюк Фауст» (Le Tout Petit Faust), зіставлення натурного предмета з мальованим персонажем, а також використав у мультиплікації фотографію.
Протягом 1909—1910 років створював для фірми «Гомон» трюкові стрічки, в яких застосовував переважно зворотне або покадрове знімання.
1912 року для компанії «Екліпс» перезнімає деякі зі своїх колишніх картин.
1913 року його запросили в «Еклер», і вже як співробітник цієї фірми, Коль їде до США, де працює для філії фірми «Еклер» у форті Лі (Нью-Джерсі). У Сполучених Штатах випускає серію «Снукумс», пригоди персонажа, якого створив художник Мак-Манус.
Повернувся до Франції напередодні Першої світової війни. Протягом 1917—1918 років створив серію з п'яти фільмів «Пригоди нікельованих ніг» (Les Aventures des Pieds Nickelés) про трьох бандитів.
Народився в Парижі 4 січня 1857 року. Дитинство пройшло в передмісті Лілля. Був учнем ювеліра, фокусником. Зацікавившись малюванням, вступив учнем до одного з найвідоміших на той час карикатуристів — Андре Жилля, який працював для журналів La Lune (Місяць) та L'Éclipse (Затемнення).
Після закінчення Першої світової війни доживав свої дні в притулку для бідних. У січні 1938 року загинув унаслідок нещасного випадку.

## Фільмографія

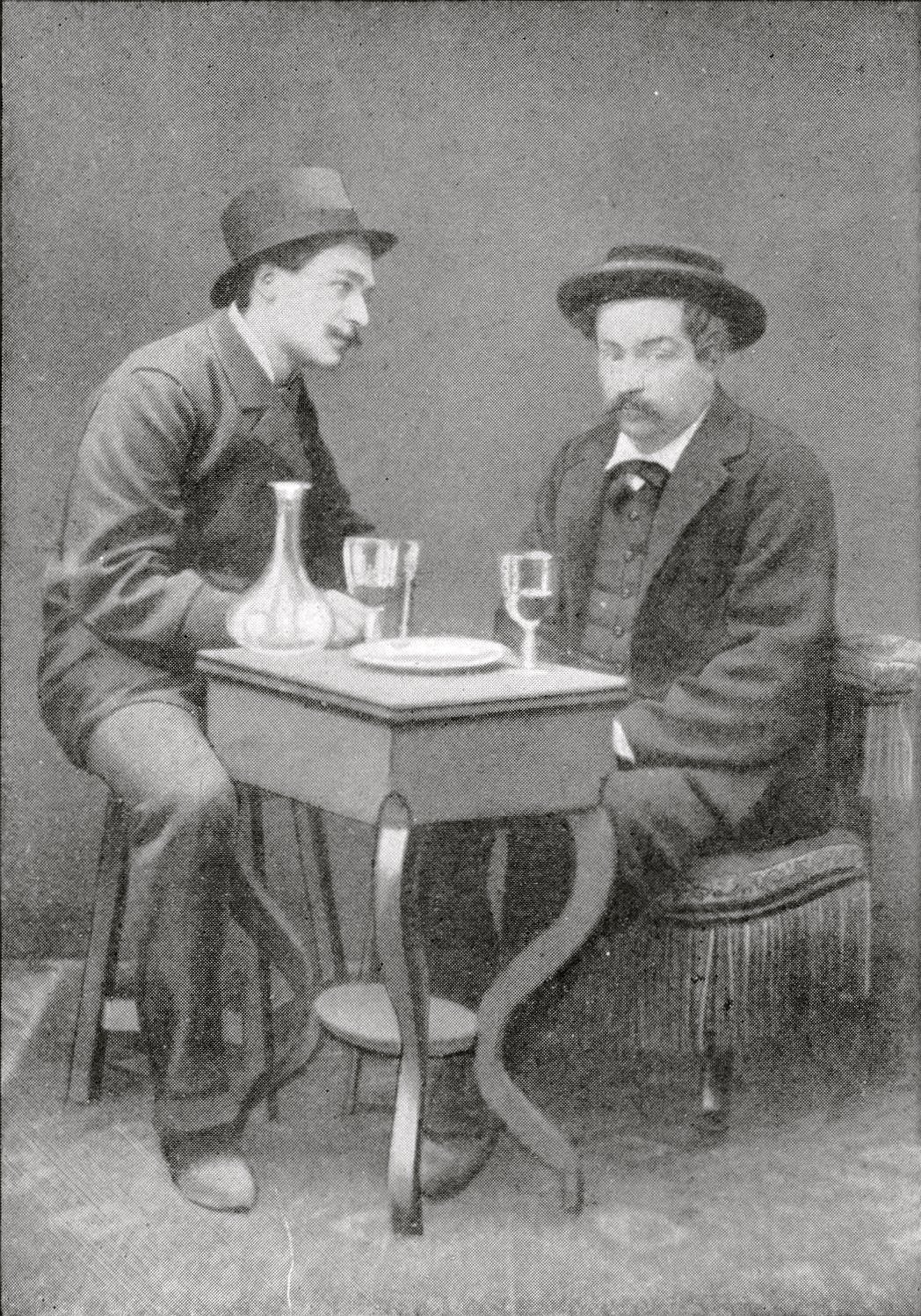
Еміль Коль та Андре Жилль

- Еміль Коль та Андре Жилль[en]1908 — Гонитва за гарбузами
- 1908 — Фантасмагорія
- 1908 — Драма в маріонеток
- 1908 — Живі сірники
- 1908 — Готель тиші
- 1908 — Солдатик, який стане богом
- 1909 — Перетворення
- 1909 — Лампа, що бігає
- 1909 — Веселі мікроби
- 1908 — Сучасна школа
- 1910 — Музей гротесків
- 1910 — Налагоджувач мозку
- 1910 — Дванадцять подвигів Геракла
- 1910 — Малюк Фауст
- 1910 — Сон офіціанта
- 1910 — Художник-неоімпресіоніст
- 1911 — Пригоди клаптика паперу
- 1911 — Помста духів
- 1912 — Живі іграшки
- 1913 — Снукумс
- 1917 — Пригоди нікельованих ніг
- 1921 — Будинок Фантоша